# Кассум Уедраого
Кассум Уедраого (фр. Kassoum Ouédraogo, нар. 12 квітня 1966) — буркінійський футболіст, що грав на позиції півзахисника, зокрема за низку німецьких клубних команд та національну збірну Буркіна-Фасо.

## Клубна кар'єра
У дорослому футболі дебютував 1985 року виступами на батьківщині за команду «Етуаль Філант». Згодом у 1989—1991 роках грав за «Есперанс», лідера тогочасного туніського футболу.
1991 року перебрався до Європи, ставши гарвцем бельгійського «Ендрахта», звідки невдовзі перейшов до німецького друголігового клубу «Дармштадт 98».
Згодом у 1993–1998 роках виступав на рівні третього дивізіону чемпіонату Німеччини, де грав за «Гессен», «Франкфурт» та «Оснабрюк».
Завершував ігрову кар'єру в ОАЕ, граючи за «Аль-Васл» протягом 1998—1999 років.

## Виступи за збірну
1996 року дебютував в офіційних матчах у складі національної збірної Буркіна-Фасо.
У складі збірної був учасником домашнього для бургінійців Кубка африканських націй 1998 року.
Загалом протягом кар'єри в національній команді, яка тривала 4 роки, провів у її формі 13 матчів, забивши 5 голів.